# Alfred Gellhorn

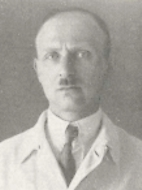
Porträt Alfred Gellhorn
Fotograf unbekannt, veröffentlicht 1926

Alfred Gellhorn (* 26. Mai 1885 in Ohlau, Regierungsbezirk Breslau; † 7. Mai 1972 in London) war ein deutscher Architekt, der überwiegend in der Region Halle und in Berlin tätig war. Er baute vor allem im Stil des Neuen Bauens. Einige seiner Bauten in Halle (Saale) und Berlin stehen unter Denkmalschutz.

## Leben
Gellhorn wurde als Sohn einer jüdischen Familie geboren. Nach dem Schulbesuch absolvierte er eine Ausbildung in Schlesien und studierte zwischen 1903 und 1908 Architektur an der Technischen Hochschule München, der Technischen Hochschule (Berlin-) Charlottenburg und der Technischen Hochschule Stuttgart. Nach einem Referendariat im öffentlichen Bauwesen legte er das 2. Staatsexamen ab und schied im Rang eines Regierungsbaumeisters aus dem Staatsdienst aus. Außerdem promovierte er mit einer 1918 veröffentlichten Dissertation über „Die Friedhofsanlagen Schlesiens“ zum Doktor-Ingenieur (Dr.-Ing.).
Gellhorn arbeitete zunächst in Breslau, dann in Halle an der Saale, wo er zusammen mit Martin Knauthe von 1922 bis 1926 eine Architektengemeinschaft bildete. Außerdem beschäftigte er sich mit Garten- und Innenarchitektur, wozu er auch Artikel in der Fachpresse veröffentlichte.
1927 kam Gellhorn nach Berlin, wo er zunächst gemeinsam mit Max Dungert und Paula Marie Canthal, anschließend mit Hans Wolff-Grohmann als freier Architekt tätig war.
Obwohl Gellhorn bereits 1916 zum Protestantismus konvertiert war, musste er 1933 wegen der zunehmenden nationalsozialistischen Judenverfolgung ins Ausland fliehen, unter anderem nach Großbritannien, Kolumbien und Argentinien. Danach gelang es ihm nicht – weder im Ausland noch nach seiner zeitweiligen Rückkehr nach Deutschland 1954 –, größere Bauten zu realisieren.
Gellhorn war Mitglied im Bund Deutscher Architekten (BDA), im Deutschen Werkbund (DWB), im Reichsverband bildender Künstler und in der Hallischen Künstlergruppe.

## Werk

### Ausgeführte Bauten
1921–1926 (mit Martin Knauthe)
- 1921–1922: Bürohaus für den Exporteur Paul E. Sernau in Halle, Forsterstraße 29 (Erweiterung des ehemaligen Forsterhofes, weißer Putz, gerundete Kanten, Stahlbetonskelett mit Mauerwerk-Ausfachung)[1][2]
- 1922–1923: Laugerei der Silberhütte „Auf Gottesbelohnung“ der Mansfeld AG bei Hettstedt (ausgeführter Teil einer umfangreichen Gesamtplanung, s. u.)
- 1923: Garage und Arbeiteraufenthaltsraum in Halle, Raffineriestraße 44
- 1923: Garage Schwabach
- 1923: Fassadenumgestaltung des Geschäftshauses Glücksmann in Halle, Marktplatz 6 (zerstört)
- 1923–1924: Spielwarenfabrik Edenhofer in Liebertwolkwitz bei Leipzig, Eisenbahnstraße 1
- 1924–1925: Um- und Erweiterungsbau der Allgemeinen Ortskrankenkasse Halle, Kleine Klausstraße 16 (vergrößertes Dachgeschoss, Treppenhausanbau im Innenhof)
- 1925: „Aluminiumraum“ für die „Jahresschau Deutscher Arbeit 1925“ in Dresden (Wände, Schränke, Tisch, Sessel und Lampen aus Aluminium, zusammen mit Max Dungert, nicht erhalten)
- 1925–1926: Einfamilien-Reihenhäuser in Halle, ehemals Zeppelinstraße 20/21

ab 1927 (mit Max Dungert und Paula Marie Canthal, später mit Hans Wolff-Grohmann)
- 1927: Wohnhaus für den Bankier Franz Ebstein in Berlin-Zehlendorf, Milinowskistraße 35 / Katharinenstraße (Gebäude mit Inneneinrichtung, 1955 umgebaut und aufgestockt),[3][4] 2003 restauriert und dem Originalzustand angenähert
- 1927: Wohnhaus mit Tanzstudio für die Tänzerin Berthe Trümpy in Berlin-Wilmersdorf, Blüthgenstraße 5 (1928 erweitert, zerstört)
- 1928–1929: Wohnhaus für den Schriftsteller Paul Oskar Höcker in Berlin-Westend, Lindenallee 6 / Nußbaumallee 8 (Gartenanlage von Gustav Allinger, 1955 erweitert, Kulturdenkmal)[5]
- 1930–1933: Bauten in der Reichsforschungssiedlung Haselhorst in Berlin-Spandau, Burscheider Weg 38, 48, 54, 58 und 60 (vier- bis fünfgeschossige Mehrfamilienhäuser)
- 1930–1931: Mehrfamilienhaus-Gruppe mit so genannten „Kleinwohnungen“ in Berlin-Tempelhof, Wünsdorfer Straße 115–121 (zusammen mit Günther Friedmann und Max Israel)

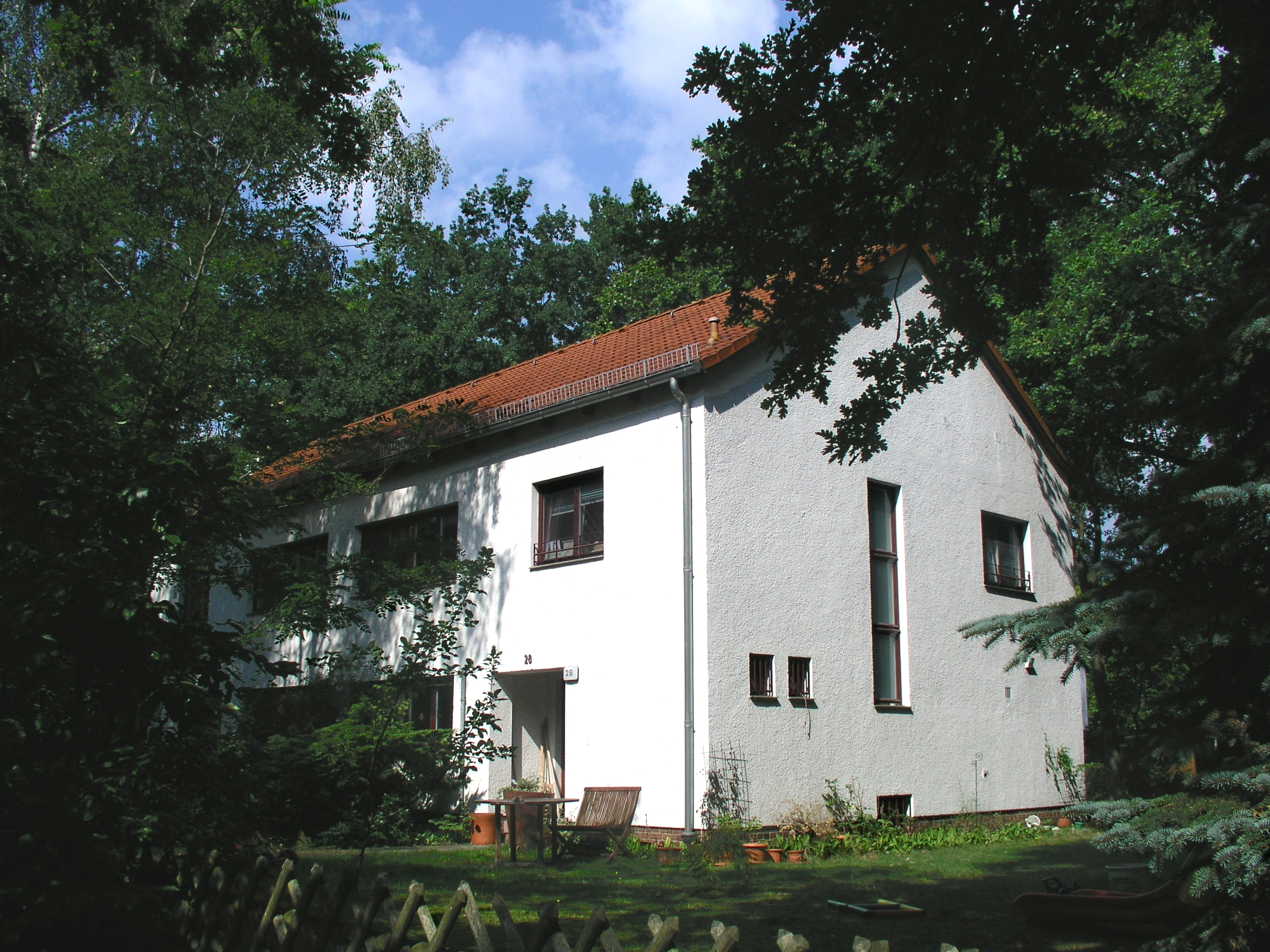
Mehrfamilienhaus, Kiplingweg 28/30 in Berlin

- 1958: „Britische Siedlung“ in Berlin-Westend, Kiplingweg 4/6, 8/10, 28/30 und 32/34 (vier zweigeschossige Doppelhäuser für Angehörige der Britischen Armee, unter Denkmalschutz)[6]

### Nicht realisierte Entwürfe und Pläne
- 1910/1911: Wettbewerbsentwurf eines Bebauungsplans für den Zoologischen Garten und das Ausstellungsgelände in Breslau (gemeinsam mit Franz Seeck und Paul Freye, ausgezeichnet mit einem 3. Preis)
- um 1920: Entwurf für einen Musiksaal Schreker in Berlin
- 1922–1923: Bebauungsplan für die Stadt Halle
- 1923: Entwurf einer OLEX-Tankstelle mit Rundkuppel in Halle, Riebeckplatz (zusammen mit Martin Knauthe und Rudolf Belling)
- 1924 „Modellbebauungsplan“ für zweigeschossige Reihenhäuser in Halle-Kröllwitz
- 1924: Entwurf eines Wohnhauses für den Exporteur Paul E. Sernau in Halle (viertelkreisförmiger Grundriss)
- 1924–1925: Entwurf einer weiteren Tankstelle in Halle, „Platz am Walhalla“ (= Am Steintor)
- 1925: Entwurf für eine „Auskleidehalle mit Versammlungs- und Beratungsräumen des Arbeiterschwimmvereins Halle“
- 1925: Entwurf für einen Umbau der Südfassade des Kaufhauses Michel in Halle, Marktplatz 18
- 1925: Entwurf für einen kompletten Neubau der Silberhütte „Auf Gottesbelohnung“ der Mansfeld AG in Hettstedt
- 1926: Entwurf für eine Markthalle in Halle, Große Brauhausstraße 22–29
- 1926: Entwurf für ein Bootshaus des Freien Wassersportvereins Bollberg-Wörmlitz in Halle, Böllberger Weg
- 1926: Entwurf für den Umbau der Giebichensteinbrücke in Halle (stattdessen Neubau nach Entwurf von Paul Thiersch)
- 1926: Bebauungsstudie für eine „Avenue des Westens“ in Berlin, im Bereich zwischen Tauentzienstraße, Kleiststraße und Bülowstraße
- 1926: Entwurf für ein Künstlerhaus mit Ausstellungsgebäude in Berlin, Wittenbergplatz
- 1927: Entwurf für ein „Schwebehaus“ über dem U-Bahnhof Wittenbergplatz in Berlin
- 1927: Entwurf für ein achtzehngeschossiges Hochhaus „Verkehrsturm-Terrassen“ in Berlin, Nollendorffplatz
- 1927: Entwurf für ein portalförmiges Hochhaus am Potsdamer Platz in Berlin (über zwei Straßenzüge reichend)
- 1932: zwei Entwürfe für ein „Wachsendes Haus“ (im Baukastensystem) für die „Berliner Sommerschau 1932“
- 1936: Stadtentwicklungsplanung für Montanosa (Urbanizacion Montanosa) in Bogotá (Kolumbien)
- 1962: Wettbewerbsentwurf für ein Architektenhaus in Barcelona (Yton-Wettbewerb 1962)[7]

### Schriften
- Die Friedhofsanlagen Schlesiens. (Dissertation) Straßburg, 1918.
- Künftiges Bauwesen. In: Dekorative Kunst, April 1919.
- Reklame und Stadtbild. In: Die Form, Jg. 1, 1925/26, Heft 7, S. 133–135 (Digitalisat).
- Wohngerät und Werkkultur. In: Die Form, Jg. 1, 1925/26, Heft 12, S. 273–274 (Digitalisat).
- Der Weg einer neuen Gartenkunst. in: Gartenkunst 1924, S. 102–106[8]
- Von der Form. In: Soziale Bauwirtschaft, 1925, Heft 14.
- Formung der Großstadt. In: Die Form, 1927, Heft 2, S. 54–57 (Digitalisat).
- Hüttenbau. In: Der Industriebau, 1927, Heft 1.
- Aufgaben des Architekten innerhalb der Rationalisierung des Bauwesens. In: Die Baugilde, 1928.
- Intensivierung des Bauwesens. In: Fritz Block (Hg.): Probleme des Bauens, Potsdam: Müller & Kiepenheuer 1928, S. 17–24 (Digitalisat).
- Über die Bedeutung der Formgebung. In: Die Form 1928, Heft 10.